# Anisaedus
Anisaedus là một chi nhện trong họ Palpimanidae.